# 刘卫星
刘卫星（1959年—），河南伊川人，汉族，中华人民共和国政治人物、第十二届全国人民代表大会河南地区代表。
毕业于清华大学法学专业。加入中国共产党。担任中国工商银行股份有限公司重庆市分行行长。2008年起担任全国人大代表。2013年，担任全国人大代表。